# 李順妃 (明世宗)
李順妃（16世纪？—1556年），名失考，大名府南樂縣人。李果之女，李思惠之孫女，明朝明世宗朱厚熜之妃。

## 生平
有關李氏在何時入宮有幾種不同的記載。《大名府志》稱李氏在嘉靖二十六年（1547年）選入宮，「尋冊封為順妃」。《南樂縣志》稱李氏在嘉靖二十八年（1549年）入宮，「尋冊順妃」。《新修南樂縣志》稱李氏在嘉靖三十年（1551年）選入宮，「贈順妃」。
李氏生前為未封妃。嘉靖三十五年（1556年）正月十四日，未封妃李氏薨，追封為順妃，治喪葬如例。三月十日，授李順妃之父李果為錦衣衛副千戶帶俸。五月初三日，給順妃李氏父副千戶李果，房價銀一千二百兩。嘉靖三十六年（1557年）八月二十日，未封妃王氏薨，賜號曰懷，其喪禮依照順妃李氏之例舉行。
根據《太常續考》的記載，李順妃與耿平妃、吳定妃、王懷妃、張安妃、王懷嬪、黃御嬪、趙宛嬪、馬常嬪於金山合葬同一墓，葬地位於西山紅石口。